# Arthur Peake
Pour les articles homonymes, voir Peake.
Arthur Samuel Peake, né le 24 novembre 1865 à Leek, dans le Staffordshire (Angleterre) et mort le 19 août 1929, est un bibliste anglais.
Formé au St John's College de l'université d'Oxford, il fut le premier titulaire de la chaire de critique et d'exégèse biblique de l'université de Manchester après son instauration en tant qu'institution indépendante en 1904, ainsi que le premier professeur de matière religieuse non anglican dans une université anglaise.

## Principales publications
- A Guide to Biblical Study (1897)
- The Problem of Suffering in the Old Testament (1904)
- The Religion of Israel (1908)
- Critical Introduction to the New Testament (1909)
- Heroes and Martyrs of Faith (1910)
- The Bible: its Origin, its Significance, and its Abiding Worth (1913)
- A Commentary on the Bible (avec l'assistance de A. J. Grieve pour le Nouveau Testament) (1919)
- The Servant of Yahweh: lectures given at London and Manchester, 1904-26 (1931) (posthume)